# 調伏
調伏（ちょうぶく/じょうぶく）とは、調和制伏という意味の仏教用語で、 内には己の心身を制し修め、外からの敵や悪を教化して、成道に至る障害を取り除くこと。及びそのための修法。サンスクリット語のアビチャールカ（abhicraka/阿毘遮迦）の意訳で、単に降伏（ごうぶく）ともいう。
密教では四種、または五種の修法の一に数えられており、不動明王・降三世明王・軍荼利明王・大威徳明王・金剛夜叉明王といった忿怒相の五大明王などを本尊に据えて、護摩法を修する。
日本においては平安時代、皇族関係者の出産や病床にあって、怨霊などのモノノケ（病気）から身を護るために僧侶や験者が多数招集され、寄坐を通じて怨霊の正体を突き止めて調伏する加持祈祷が盛んに行われた。